# Philologia Mediana
Philologia Mediana је часопис за филолошке науке Филозофског факултета у Нишу. Покренут је 2009. године на Одсеку за српску и компаративну књижевност.
Уређивачка концепција најпре је била усмерена доминантно на науку о књижевности, а затим је проширена и на науку о језику, као и на целокупну област филолошких наука. Часопис излази једанпут годишње, а до сада је објављено десет бројева. Уредник почетних десет бројева часописа била је проф. др Ирена Арсић, а од 11. броја главни уредник часописа је проф. др Горан Максимовић. Редакцију чине бројни истраживачи из земље и иностранства: проф. др Горан Максимовић, проф. др Ирена Арсић, проф. др Снежана Милосављевић Милић, проф. др Марко Јесеншек, проф. др Иван Чарота, др Слободанка Владив Гловер, др Сања Бошковић-Данојлић, проф. др Михаило Антовић, проф. др Немања Радуловић и сл. Оперативни уредник је др Јелена В. Јовановић, а секретар редакције Александар Новаковић. Матични одбор за језик и књижевност Министарства просвете, науке и технолошког развоја Републике Србије уврстио је часопис на листу научних публикација 2012. године, најпре у категорији М52, а од 2014. године у категорији истакнутих националних часописа М51. Од 2018. године часопис се налази и на Листи славистичких часописа-МКС листа (друга категорија), а од 2019. године на Erix Plus листи, те у бази PKP Index. Крајем 2019. године часопис Philologia Mediana сврстан је у часописе класе А на италијанској листи хуманистичког сектора 10 (књижевности/језици), коју је одобрила министарска комисија ANVUR. 
Научна концепција часописа реализује се кроз више поглавља: студије и огледи, истраживања, прилози и грађа, прикази; што указује на усмереност за интерпретацију савремених појава из науке о књижевности и језику, за истраживање књижевноисторијских и језичких феномена из прошлости, за истраживање рукописне заоставштине и књижевно-језичке грађе, за превођење на српски језик истакнутих теоријских расправа и студија, те за критичко приказивање савремених научних студија и монографија из области науке о књижевности и науке о језику. Радови уврштени у часопис публикују се на српском језику, на свим словенским језицима, као и на француском, немачком и енглеском језику. 